# My flesh and blood
My flesh and blood es un documental dirigido por Jonathan Karsh que muestra la vida de la familia Tom. La familia Tom es notable porque la madre, Susan, adoptó a once niños que, en su mayoría, sufren de enfermedades o discapacidades serias. La película recibió varias nominaciones y premios, incluyendo el Premio de la Audiencia y Premio a la Dirección en el Festival de Cine de Sundance.

## Argumento
El documental muestra en profundidad las relaciones entre los miembros de la familia Tom, concentrándose en varios de los once niños. El filme está dividido en temporadas, comenzando con la celebración de Halloween en el otoño y finalizando en el verano del año siguiente. La poco convencional vida hogareña de la familia es la base para el apoyo, los retos y los éxitos que enfrentan día a día.

## Reparto
- Susan Tom, madre de los niños.
- Anthony Tom, sufre de epidermólisis bullosa.
- Faith Tom, sobreviviente de severas quemaduras por un incendio en su cuna cuando era pequeña.
- Joe Tom, padece de fibrosis quística y trastorno por déficit de atención con hiperactividad.
- Xenia Tom, nació sin piernas; se menciona que su condición es una «amputación congénita».
- Margaret Tom, no tiene discapacidades serias y asiste a su madre.

Hay otros seis niños que no se muestran tanto por darle a la película una duración razonable en el proceso de edición.

## Reconocimientos

### Premios
Festival Internacional de Documentales de Ámsterdam
- 2003: Premio de la Audiencia.
- 2003: Premio FIPRESCI.

Festival de Cine de Florida
- 2003: Premio Especial del Jurado - Largometraje documental.

Asociación Internacional de Documentales
- 2003: Premio IDA - Mención Honrosa - Largometrajes documentales.

Festival de Cine de Sundance
- 2003: Premio de la Audiencia- Documental.
- 2003: Premio a la Dirección - Documental.

### Nominaciones
Asociación Internacional de Documentales
- 2003: Premio IDA - Largometraje documental.

Festival de Cine de Sundance
- 2003: Gran Premio del Jurado - Documental.

Premios Golden Trailer
- 2004: Mejor Documental.

Premios Satellite
- 2004: Mejor largometraje, documental.